# 창녕 창씨
창녕 창씨(昌寧昌氏)는 경상남도 창녕군을 본관으로 하는 한국의 성씨이다.